# .ceo
.ceo est un domaine Internet de premier niveau générique ouvert.
Ce domaine est destiné aux présidents-directeurs généraux (appelés CEO ou chief executing officers en anglais), mais il est ouvert à tous sans restrictions.

## Historique
Le domaine .ceo a été créé en mars 2014.
Dans les jours qui ont suivi son lancement, le domaine ne reçut qu'une poignée d'inscriptions, dont un grand nombre provenaient du même individu.

## Statistiques d'usage
En janvier 2025, environ 6 700 domaines utilisent l'extension .ceo.